# Суперга (базилика)
Базилика „Суперга“ (на италиански: Basilica di Superga), известна и като Кралска базилика „Суперга“ (Real basilica di Superga), се издига на 672 метра над морското равнище на едноименния хълм  североизточно от град Торино, Пиемонт, Северна Италия. Построена е по заповед на крал Виктор Амадей II като благодарност към Дева Мария след победата над французите. Поради тази причина се смята за „празничен паметник“. В сутерена на базиликата се помещава част от Кралските гробници на Савойската династия. 
Изглежда, че името „Суперга“ има далечен лангобардски произход и че идва от жена на име Сароперга – собственичка на тамошната гора. Според друга хипотеза това е име от германски произход: Serrapergia. Това обаче са част от многото хипотези, тъй като не са подкрепени от сигурни исторически източници.
Проектът е на месинския архитект абат Филипо Ювара и датира от 1715 г. До параклиса, разположен на върха на едноименния хълм, днес може да се стигне по шосе или с помощта на трамвайната линия „Саси-Суперга“. 
Историята на базиликата датира от 2 септември 1706 г., когато херцогът на Савоя Виктор Амадей II Савойски и принцът на Каринян Евгений Савойски-Каринян се изкачват на хълма, за да наблюдават Торино, обсаден от френско-испанските войски. Виктор Амадей II, коленичил пред стар оброчен пилон, се заклева, че в случай на победа ще построи паметник на Мадоната. Така и се случва: от зори до ранните часове на следобеда на 7 септември френските и пиемонтските армии се сблъскват в полетата близо до Лученто и Мадона ди Кампаня, и победители са пиемонтците. Благодарение на победата в битката още преди края на продължаващата война срещу Луи XIV (Войната за испанското наследство), Виктор Амадей е коронясан за крал на Сицилия и дава проекта за сградата на сицилианеца Филипо Ювара (1711 г.).
Строителството започва на 20 юли 1717 г. и продължава четиринадесет години. Ролята на ръководител е поверена на  Пиетро Филипо Сомаци, който освен за част от щукатурите се погрижва и за някои зидарски работи. През целия период на строителство до върха на хълма Суперга (672 метра, вторият по височина в Торино) се достига по ужасна камениста пътека и всички строителни материали са транспортирани на гърба на магарета. На 1 ноември 1731 г. в присъствието на крал Карл Емануил III Савойски храмът е открит с тържествена церемония.

## История

### Предистория: обсадата на Торино
През пролетта на 1706 г. Луи XIV със силна армия окупира Ница и земите на Савоя с твърдото намерение да слезе в Пиемонт. Пиемонтците междувременно се подготвят за сблъсъка: в града са натрупани милиони наръчи и голямо количество стволове на дървета, за да образуват отбранителни барикади. Горите около Торино са изсечени, за да се предотврати образуването на вражески убежища, а настилката на градските улици е изронена, за да се избегне опасността от трески, причинени от топовен огън, и е натрупано голямо количество храна, достатъчно за войниците и населението поне за четири месеца.
На 12 май 1706 г. френската армия, съставена от 78 батальона и 8 ескадрона от  общо 60 000 войници обсажда град Торино, лагерувайки в триъгълника, образуван от Венария, Лученто и Реджо Парко (днешни торински квартали). Пиемонтската армия има до този момент само 6600 единици плюс 5000 мъже, принадлежащи към градската милиция. Разликата е огромна, а разликата в човешкия потенциал и средствата за война е такава, че да направи положението на пиемонтците отчайващо. И все пак е необходимо те да се съпротивляват: оцеляването на Торино и автономията на Пиемонт са заложени на карта. Всичко зависи от способността на пиемонтците да устоят, от героизма на войниците, от смелостта на населението и от помощта, обещана от Австрия с изпращането на силна армия от 28 000 войници под командването на принц Евгений Савойски-Каринян.
В продължение на четири месеца Торино е бомбардиран: до над 8000 оръдейни изстрела падат върху града на ден. През тези четири месеца на обсада се случват събития на голям героизъм от страна на населението и на войниците. На 28 август 1706 г. принц Евгений се среща с тогавашния херцог Виктор Амадей  II Савойски (бъдещ крал на Сицилия от 1713 г. и първи крал на Сардиния от 1720 г.). Двамата лидери се изкачват на хълма Суперга, за да разгледат по-добре бойното поле от тази височина. Те отбелязват, че вражеското разгръщане има слаби места в района между река Дора Рипария и потока Стура ди Ланцо. Стигат до заключение, че само чрез насочване на атаки в тази област може да има шанс за успех.

### Обет към Мадоната
Няколко дни по-късно, на 2 септември, херцог Виктор Амадей II Савойски и принц Евгений Савойски-Каринян решават да се качат на хълма Суперга за втори път. Именно по този повод, според историческите източници, двамата влизат заедно в малката църква, разположена на хълма, която тогава служи за енория на малцината вярващи на хълма. Историкът Феличе Пасторе заявява, че по този повод, по време на евхаристийно честване, херцогът и принцът се приближават до тайнствата; тогава тържествено е изпята тържествената католическа молитва Ave Maris Stella. Стигайки до стиха "monstra Te esse Matrem" („Покажи, че си майка“), Виктор Амадей II се просва в подножието на статуята (тази, която все още се почита днес в Параклиса на обета) и се заклева, че ако Богородица му даде победа, ще да построи на това място на върха на хълма Суперга великолепен храм, посветен на нея.
Доказателствата за даването на обета са значими. Карбониери твърди, че „новината за обета вече е била взета от пътешествениците, посетили Суперга по време на работите: Брева, Селует, Кейслер. Освен това в полза на обета говори мнението на писатели от XVIII век, като Кравери (1753). Погребалната реч за Виктор Амадей II на епископа на Алесандрия Франческо Джузепе Арборио ди Гатинара на 11 декември 1732 г. също се отнася до обета, както и епиграфът, поставен над главната порта вътре в базиликата: Virgini Genitrici Victorius Amedeus, Sardiniae Rex Bello Gallico, vovit / Et pulsis hostibus decisit, dedicatevitque („На Дева Богородица Виктор Амадей, крал на Сардиния във войната срещу французите, даде обет и след като прогони враговете си, построи и посвети този храм“). Въпреки това къде, кога и как Виктор Амадей  II е дал обета остава несигурно.  

### Победа
Двамата принцове слизат от хълма Суперга и прилагат бойния си план в изпълнение. Вечерта на 6 септември пиемонтската армия е изцяло разположена зад врага между река Дора Рипария и потока Стура. В 10 часа сутринта на 7 септември 1706 г. започва битка. Сблъсъкът е ужасен, с огромни загуби и от двете страни, но пиемонтската армия надделява, а френската е окончателно победена. Победата освобождава Торино и населението от всички страдания, Пиемонт придобива своята автономия за един ден. Населението, след като научава за обета на херцога, приписва победата на застъпничеството на Мадоната. Една неочаквана победа предизвиква неудържима радост и ентусиазъм у всички. Претърпените страдания са твърде много и сега най-накрая идва освобождението. Кошмарът на страха и смъртта е изчезнал, предизвиквайки неописуемо облекчение в душите на всички.

### Чествания на победата
Започват тържества. Торино изглежда преобразен, знамена и транспаранти се веят навсякъде. На цитаделата, белязана от бомбардировките, се вее голямо знаме с герба на Виктор Амадей II в центъра. Торино не се ограничава до държавни и народни тържества, а също започва благодарствени молитви във всички църкви, особено Базиликата на Утешителката. Но както често се случва, след като дните на еуфория  отминават, както и опасността, дадените обещания също са забравени. Поради тази причина някои историци обвиняват Виктор Амадей II, че е забравил за дадения обет. Обетът му е напомнен от блажения Себастиано Валфре, който четири месеца след освобождението, на 13 февруари 1707 г., пише на Виктор Амадей: „... в чест на Дева Мария Ваше височество би могло да посвети църквата, която ще построи в цитаделата или на Соперга, или на друго място.“ Това показва желанието на Валфре да построи църква като благодарност; ако не е възможно на хълма, може и на друго място, стига да бъде направено.
Въпреки това е разумно да се мисли, че дългият период, изминал от освобождението (от 1706 до 1716 г.) до изпълнението на обета, се дължи не на разсеяността на херцога, а на катастрофалните условия, в които се намира Торино. Градът и Пиемонт излизат от дълга война, от много набези и грабежи. Държавната хазна и херцогската хазна са напълно празни. Паричният резерв вече не съществува, всичко е отишло за покриването на военните разходи. Освен това е необходимо първо да се направят основните неща, да се възстанови градът, повреден от бомбардировките, да се ремонтират улиците, къщите, повредените или повредени църкви, да се премахнат развалините, да се разглобят подземните тунели, да се премахнат барикадите; със сигурност дълга и скъпа работа за това време. След като Торино е възстановен, херцогът се замисля дали да спази обета.

### Изграждане на Базилика „Суперга“

#### Начало на работата
Строителството на църквата е поверено от Виктор Амадей II Савойски на сицилианския абат Филипо Ювара. Ювара печели слава като архитект с пристигането на херцога в Сицилия, ставайки „архитект на Кралския дом“. Когато Виктор Амадей II, след като приема титлата на крал, окончателно напуска острова (1714 г.), той води и абат Ювара със себе си в Торино. В Торино дейността на Ювара придобива френетично и невероятно темпо, което се проявява в архитектурните линии на много сгради в града и околностите му. Той не се ограничава да работи само за Савойския дом, но оставя отпечатъка на своята креативност и способности в цяла Италия, а също и в чужбина. Син на семейство на златари, той е роден в Месина през 1678 г., наследявайки изтънчения вкус към орнаментите, към детайла, към дръзката и гениална архитектура. Той е испански поданик и още на 21-годишна възраст демонстрира многостранните си способности в създаването на декорации и архитектура, за да отпразнува  прокламацията на крал Филип V. Оказва се поданик на Савойското кралство, когато през 1713 г. Утрехтският мирен договор постановява края на Войната за испанското наследство, поставяйки Сицилия под властта на Пиемонт.

#### Изкопаване на хълма
Ювара е изготвил строителен проект, но хълмът Суперга географски не предлага възможност за реализирането му. Поради това е необходимо да се изкопае хълмът, намалявайки върха. През май 1716 г. започва разрушаването на старата църква и последващото намаляване. Потвърждение за датата на работите може да се намери от подписването на договора и първата вноска от 50 000 лири, платена на 7 май от Държавната хазна. Нито денят, нито месецът, в който Виктор Амадей II официално възлага на Ювара да извърши работата, могат да бъдат намерени в документите, но със сигурност е в първите месеци на 1716 г., тъй като същата година откриваме, че дърводелецът Карло Мария Илиенго вече е получил заплащане за създаването на модела на базиликата и пристроената сграда (дървена скица, която се пази и днес в Суперга). Това плащане ясно обяснява, че в този период Ювара вече е завършил плана си.
Намаляването на хълма е извършено много бързо. С наличните средства (кирки, лопати, ръчни колички) е изненадващо, че за една година 100 работници успяват да намалят хълма с 40 метра. Ювара също се намесва в разкопаването с подробно описание, в което обяснява как да се извършат изкопните работи, и препоръчва запазването на изкопания материал, така че евентуално да бъде полезен за строителство.
По време на работата се оказва, че площта, заета от древната църква, и земята, отстъпена от общината, не са достатъчни, за да образуват квадрат с размерите, поискани от архитекта. Кралството е принудено да закупи други парцели земя от някои частни лица, включително един, собственост на Компанията на Пресветата броеница. Докато екипите от работници работят по изкопа, голямото количество от материала, нужни за сградата (тухли, скали, мрамори и др.), което идва от различни места, бива поставян в подножието на изкачването, което води до върха, затова местността получава името „Саси“ (камъни), с което е известна и днес.

#### Полагане на първия камък
След като разкопките на хълма са завършени, на 20 юли 1717 г. е положен първият камък под големия стълб, който разделя сакристията от параклиса, посветен на блажената Маргарита Савойска, с надпис на латински език, гравиран върху покрит бял мрамор плоча с друга от същия мрамор. Надписът гласи: „На Майката на Спасителя / На Спасителката на Торино / Виктор Амадей, крал на Сицилия, Йерусалим и Кипър / полага първия камък на 20 юли 1717 г.“.
Маркиз Иняцио Джовани Батиста Изнарди ди Каральо, губернатор на Торино, присъства на церемонията, представляваща краля. Церемонията се провежда с литургия, отслужена от генералния викарий на религиозната асемблея – каноник Доменико Танфо. В края на литургията са прочетени ритуалните благословителни молитви. По този повод кралят нарежда бонус от хиляда лири да бъде даден на Ювара. 
Строителните работи започват веднага след полагането на основния камък. Използваният материал е почти изцяло от местен произход, тъй като по това време е трудно да се купуват и транспортират строителни материали от други региони на Италия или от други държави. Най-използваните мраморни кариери са тези на Фрабоза, Гасино, Росаско, Форесто (Бусолено), а ониксът е извлечен от кариерата Буска-Дронеро. От кариерата Фрабоза, която е най-отдалечената от Торино, транспортът се извършва на два етапа; първо до Киери и след това от там до Суперга. Мраморните блокове обикновено се скицират и понякога се обработват на място, след което се транспортират на колички до Суперга. Пясъкът е изкопан и изваден близо до сливането на река По и потока Стура ди Ланцо. Варта и тухлите се приготвят на хълма.
В тази връзка е уместно да се посочи трудността при транспортирането на материала от Саси до Суперга, тъй като пътят не е толкова лесен, колкото е днес: навремето той следва различен маршрут, насочвайки се към Тети Бертольо и след това пълзи по хълма. Според тогавашните хроники това е  тесен и неудобен алпийски път, който в дъждовния период става непроходим. В сметките на хазната има суми, платени няколко пъти за ремонта му: все пак по-голямата част от материала, дори водата, преминава по този път. Пасторът казва, че кралското семейство, когато отива до Суперга, никога не минава през този път, а през град Киери. Сегашният път е направен по-късно, по времето на Карл Емануил III Савойски. Хрониките твърдят, че работите са започнали към края на 1755 г. и са приключили едва през 1760 г., тъй като са се забавили поради спор, възникнал между кюрето Карло Росо и кралското семейство относно отчуждаването на къща.
От тогавашните архиви няма подробно прогресивно описание на извършените работи по строежа на базиликата. Въпреки това целият напредък на строежа може да бъде реконструиран чрез справка в регистрите за плащания на хазната, тъй като плащанията са извършвани, когато работата е „завършвана и тествана“ или „с оглед на работата, която ще бъде извършена“. Тази сравнителна работа е извършена възхитително от Нино Карбонери в неговия колосален том „Кралската църква „Суперга“ от Филипо Ювара“.

### Тържествено откриване на базиликата
Към края на 1730 г. църквата е почти завършена: липсват само някои съвсем незначителни довършителни работи; и сградата, предназначена за настаняване на квартирантите, е завършена, обзаведена и обитаема. Кралската резиденция все още трябва да бъде завършена (частта останала недовършена) и за това ще се мисли по-късно: нищо не е направено по въпроса и тя си остава както е тогава. Самият Виктор Амадей II, който междувременно абдикира на 13 септември 1730 г. в полза на сина си Карл Емануил III, пише от Шамбери до маркиз Ормеа на 17 декември 1730 г.: „... имаме пълно удовлетворение да разберем, че на следващия април църквата ще бъде осветена и пансионът Соперга ще отвори врати." Възникват обаче трудности, които налагат откриването да бъде отложено. Точните причини не са известни (може би се дължат на назначаването на директора и пансионерите), но на 23 октомври 1731 г. Карл Емануил III успява да назначи дванадесетте пансионери и да установи датата на откриването. От достоверен документ научаваме, че на 30 октомври 1731 г. всички пансионери с директор Черети са били събрани в Суперга.
Вечерта на 31 октомври великият кралски ковчежник Франческо Джузепе Арборио ди Гатинара благославя църквата в присъствието на архитекта Филипо Ювара. На 1 ноември църквата е отворена за обществеността с тържествено честване. На церемонията присъстват крал Карл Емануил III, Филипо Ювара, пансионерите, гражданските власти и голяма публика. Липсва единствено Виктор Амадей II – вдъхновител и създател на базиликата, понеже синът му не му позволява да присъства на откриването на най-красивия паметник, построен в Торино, оставяйки го  в резиденцията в Шамбери.
Освещаването на базиликата е извършено на 12 октомври 1749 г. от кардинал Карло Виторо Амадео Деле Ланце. Не е възможно да се установи точно сумата, изразходвана за цялото изграждане на базиликата, тъй като в регистрите за плащания на държавната хазна под заглавието „Соперга“ са добавени и парични суми, платени за работи, извършени на други места, за например в Риволи, Венария Реале и др. Въпреки това според приблизително изчисление би ставало дума за около 2 млн. стари пиемонтски лири.

### Последващи събития
На 26 август 1730 г. е основана „Кралската конгрегация на Мадоната от Суперга“, която през 1833 г. приема името „Църковна академия „Суперга““. Закрита е на 29 май 1855 г.
През 1800 г. (година VII на Републиката) е изложена хипотезата за превръщането на базиликата в Храм на благодарността. Гробниците на Савойците, погребани там, рискуват да бъдат преместени другаде, за да направят място за пепелта на пиемонтците, паднали заедно с якобинците. Този план не се реализира.
През 1799 г. Комитетът на 25-те постановява премахването на базиликата. На 7 януари 1799 г. вали сняг и силните пориви на вятъра принуждават жителите на Торино, напуснали домовете си сутринта, да се разходят покрай стените на сградите. Трябва да си представим тяхното удивление, когато прочитат плакат, разлепен през нощта в много копия. Той гласи: „Всички знаци и надписи, от които е възможно да се припомни причината за нейното издигане и кралете, които са я осветили в техния блясък, ще бъдат премахнати от базиликата „Суперга“ и от сутерена. Подземието ще бъде пречистено от пепелта на кралете и принцовете, събрана в него. На мястото на княжеските знаци и царските униформи ще се поставят емблемите на свободата и равенството; храмът на Суперга ще приеме праха на пиемонтските патриоти и знаменити мъже." Указът е издаден предишния ден и разпоредбата, в първоначалната си форма, предвижда разрушаването на базиликата и само съпротивата на малцина успява да избегне най-лошото. В комитета, който управлява, макар и само формално, Пиемонт (окупиран от французите, но все още необединен юридически с Франция, както се случва няколко месеца по-късно и за няколко дни), има спор относно формулировката на указа, тъй като припомняйки „патриотите“ и „знатните мъже“ може да изглежда, че патриотите не са били знаменити.
Пиемонтските революционери в действителност се опитват да имитират френската конвенция, която през 1793 г. постановява разрушаването на катедралата Нотр Дам в Париж, която след това е посветена вместо това на Богинята Разум (олицетворена от примабалерината на Операта), нареждайки обаче премахването на статуите на царете на Юда от фасадата поради страх, че те представляват френските монарси. За да се извърши епичното начинание по премахването на Суперга (което напомня на събитията от Сен Дени и Откомб), е организирано шествие на революционери, но се случва невероятното: генерал Емануюел дьо Груши, чиято подкрепа е търсена с такова шествие, показва, че има повече здрав разум от пиемонтските революционери и забранява оскверняването на храма.
През 1884 г. е открита въжена линия, базирана на системата Агудио, която свързва върха на хълма Суперга (на няколкостотин метра от базиликата) с квартал „Саси“ в Торино. Линията с дължина около 3,1 km е електрифицирана и трансформирана в зъбчат трамвай през 1934 г. Тя все още е в експлоатация и към 2023 г. с подвижния състав от 1934 г. (двигателите) и от 1884 г. (вагоните).
На 4 май 1949 г. се случва трагедията от Суперга: самолетът, превозващ екипа на Великият Торино, връщам се от Лисабон, се разбива в задната част на комплекса, без да остави оцелели.
Между 2018 г. и 2019 г. базиликата претърпява реставрация.
На 2 август 2021 г., след 57 години управление на Сервитския орден, архиепископът на Торино монсеньор Чезаре Нозиля поверява базиликата на грижите на SERMIG (Мисионерска младежка служба).

## Комплекс

### Базилика
Базиликата е открита през 1731 г. Размерите на църквата са внушителни: дължината е 51 m, а куполът е висок 75 m. Тези характеристики, съчетани с височината на хълма (672 m), я правят видима и от големи разстояния и предимно от Торино. По същия начин от хълма се открива обширна панорама към града и към Алпите.
Сградата на базиликата има преди всичко значението на власт. Според Нино Карбониери „строителната площадка и проектът на самата базилика са проучени и изчислени така, че да бъдат ориентирани в права линия със Страдоне ди Франча по оста, която свързва замъка в Риволи, който заедно с кралската резиденция във Венария представлява идеален, но осезаем триъгълник на властта на Савойския дом. Тази визия, която хармонично съчетава форми, стилове и среда, вдъхновена и желана в центъра на алпийската дъга, която действа като следствие, издига благородството на класическата архитектура на голямата църква, която излиза величествено от зеленината на хълма; всичко е сценографски безупречно, далновидно, според династичния принцип на изкуството в услуга на властта".
Той пише: „Проектът за сградата претърпя безброй промени по време на изпълнителната фаза, толкова много, че след като проектът бе завършен и дървеният модел бе завършен, Ювара продължи проучванията за по-нататъшни структурни и стилистични модификации. Въпреки това между 1719 и 1721 г. конструкцията придоби това, което би трябвало да бъде нейната окончателна конфигурация, като вече включваща най-съществените промени: пронаосът преминава от четирите начални колони до окончателните осем, всички в мрамор от Гасино, като тези на двете камбани кули, които поддържат камбанариите. Обителта или Религиозният дом се разгръща на три страни и има голям правоъгълен двор, който в оригиналния дизайн бе квадратен, по-късно разширен, за да балансира пропорциите на удвояването на пронаоса. Този вътрешен двор, в който се помещава обителта, е заобиколен от двойна поредица от арки, които се разгръщат в уникална визия на пълни и празни пространства, всички от които, също в този случай „олекотена“ от архитекта във вариант на първоначалния проект. В центъра на двора елегантна многоъгълна конструкция с покрив във формата на пагода частично скрива отвора за цистерната, изкопана през 1727 г. и завършена след смъртта на архитекта, вероятно по негови предишни указания“.
Куполът на базиликата е шедьовърът на най-модерната техника: той се състои от две части – една вътрешна и една външна, разделени от голяма кухина. Нино Карбонери пише: „Има множество фигуративни и практически предимства на двойната черупка, приета в последния момент в Суперга. Фонтана бе убеден поддръжник на това и призова „директорите на подобни нови сгради да ги подредят по начин, способен да поддържа двата купола, които обикновено осигуряват не само най-добрия външен вид, но и най-добрата им защита срещу опустошенията на времето“.
Базиликата е структурирана около църква с кръгъл план, увенчан с голям купол в бароков стил, предшестван от пронаос, поддържан от осем коринтски колони с класическо вдъхновение (Пантеонът в Рим). Това влияние се забелязва и в централното оформление. Отстрани на централното тяло има две камбанарии, в които е възможно да се открие влиянието на Франческо Боромини.
Интериорът, с план на гръцки кръст, е украсен със скулптури, направени от Агостино Корнакини и Бернардино Камети, и две картини, представящи светците Лудвиг и Маврикий от Себастиано Ричи. Някои остатъчни работи продължават и след 1731 г.; през 1735 г. Филипо Ювара е в Мадрид от април, след което изчезва от Суперга след двадесет години почти непрекъснато присъствие. По време на работата си сицилианецът Ювара демонстрира близост с работниците, говорещи единствено на пиемонтски, отдаденост и изключителната интелигентност.

### Кралска крипта
В Суперга, по волята на Виктор Амадей III, са погребани някои членове на Савойската династия. Останките са запазени в богато украсена подземна крипта, която може да бъде посетена и днес. Сред присъстващите ковчези са тези на самия Виктор Амадей II и срещу му този на Карл Емануил III (баща и син, винаги в противоречие един с друг). Карл Алберт Савойски-Каринян и Виктор Емануил I Савойски също са погребани там. Вместо това има плоча в памет на Карл Феликс Савойски, който предпочита да бъде погребан в Абатство „Откомб“ във Франция.

### Обител, Папска зала и Кралски апартаменти
В задната част на базиликата има обител, където пребивават отците от Сервитския орден от 1966 г. до февруари 2015 г. (до Наполеоновата епоха е поверена на Кралската конгрегация „Суперга“, а след Реставрацията и до 1951 г. е поверена на Префектa на Кралската базилика, подпомагана от собственото си духовенство, тъй като е палатинска църква). От обителта на манастира има достъп до Папската зала, която съхранява единствената в света колекция от портрети върху платно на всички папи в историята от Свети Петър нататък.  Залата, в която са изложени, ги показва в хронологичен ред на всички стени. Тук са и портретите на антипапите и сред тях е Феликс V, роден като Амадей VIII Савойски. От манастира има достъп и до Кралските апартаменти – престижна точка за отмора на кралското семейство, посещаващо базиликата.

### Паметник на Умберто I
Извън параклиса на Суперга, на площада вдясно от църквата, има паметник, посветен на паметта на крал Умберто I Савойски, убит при засада на 29 юли 1900 г. в Монца от анархиста Гаетано Бреши. Този паметник, поръчан от неговия син Виктор Емануил III на миланския скулптор Танкреди Поци, се състои от коринтска гранитна колона с бронзов капител, върху който има орел, пронизан от стрела, с ясно алегорично намерение за смъртта на суверена. В основата на колоната има статуя на келтски воин, символизиращ град Торино, който сочи ръка към небето и а меч към щита на Савоя и огърлицата на Ордена на Пресветото Благовещение. Паметникът е официално открит на 7 май 1902 г.

## Галерия
- Хълмът
- Нощен изглед
- Една от двете камбанарии
- Задна стена
- Оброчна статуя на Богородица в един от параклисите
- Скулптура на Благовещението
- Орган
- Стара снимка на трамвайната линия „Саси-Суперга“
- Торино и Алпите видени от базиликата
- Въздушен изглед към Торино. Нависоко се вижда базиликата
- Изглед към базиликата от Панорамния път на Пино Торинезе (Via dei Colli).